# برو کنار و مراقب باش
برو کنار و مراقب باش (به هندی: Zara Hatke Zara Bachke) و (به انگلیسی: Move Aside and Beware) فیلمی هندی محصول سال ۲۰۲۳ و به کارگردانی لاکسمان اوتکار است. در این فیلم بازیگرانی همچون ویکی کائوشال، سارا علی‌خان  ، شریپ هاشمی و سوشمیتا موکرجی ایفای نقش کرده‌اند.
کیفیت دیجیتالی آن در تاریخ 17 می 2024 از جیوسینما منتشر شده است. (1)